# Strahovice
Strahovice är en ort i Tjeckien. Den ligger i den östra delen av landet, 260 km öster om huvudstaden Prag. Strahovice ligger 238 meter över havet och antalet invånare är 895.
Terrängen runt Strahovice är platt. Runt Strahovice är det ganska tätbefolkat, med 134 invånare per kvadratkilometer. Närmaste större samhälle är Opava, 14,9 km sydväst om Strahovice. I omgivningarna runt Strahovice växer i huvudsak blandskog.